# Catenochytridium oahuense
Catenochytridium oahuense är en svampart som beskrevs av Sparrow 1965. Catenochytridium oahuense ingår i släktet Catenochytridium och familjen Endochytriaceae.   Inga underarter finns listade i Catalogue of Life.